# Henry Richter (Geistlicher)

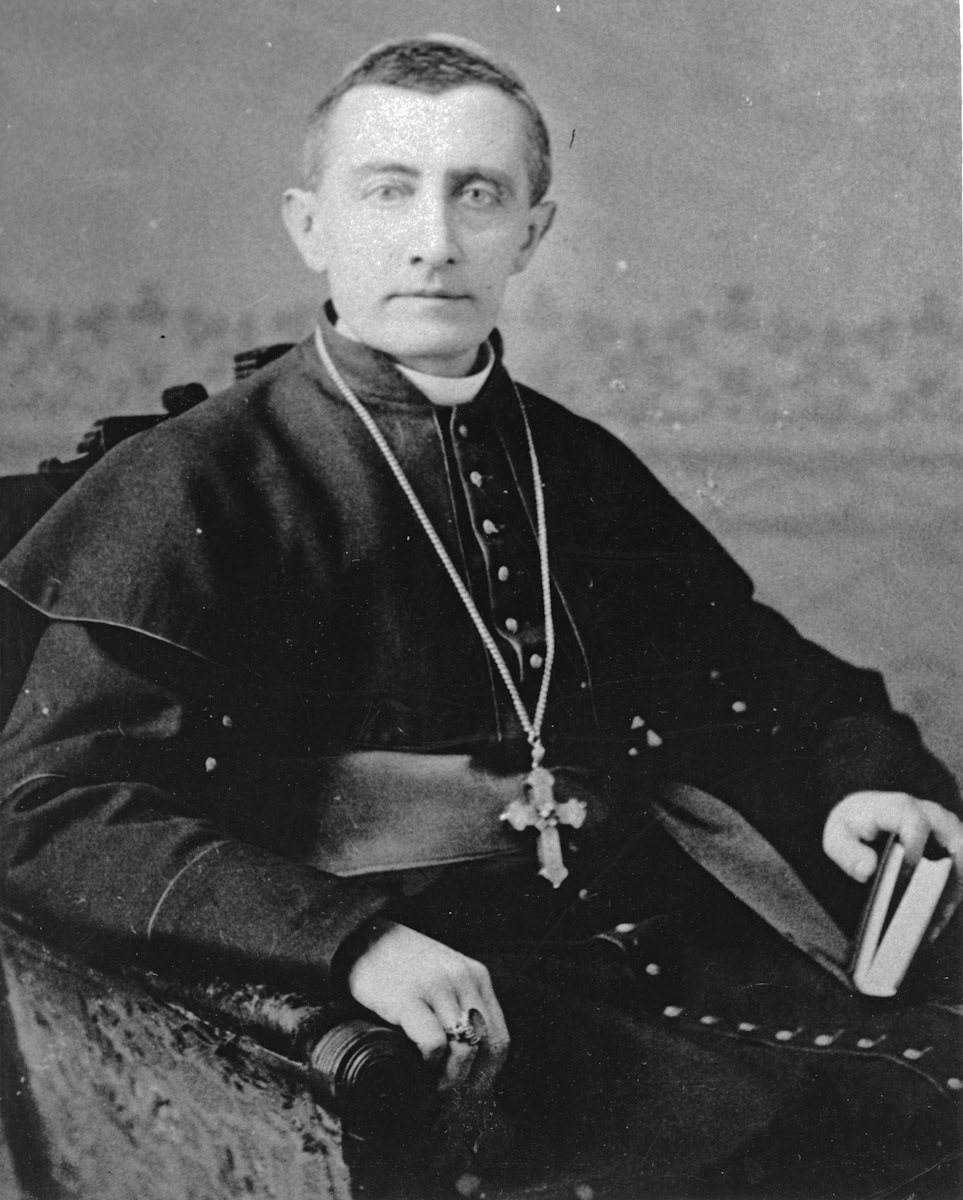

Henry Joseph Richter (* 9. April 1838 in Neuenkirchen (Oldenburg), Bistum Münster, als Heinrich Joseph Richter; † 26. Dezember 1916 im St. Mary’s Hospital, Grand Rapids, Michigan) war ein deutscher Bischof in den Vereinigten Staaten.
Richter war der Sohn von Johann Heinrich Theodor Richter und Anna Maria Elisabetha Richter, geborene Albers. In Deutschland besuchte er örtliche Schulen und hatte einen Privatlehrer. 1854 wanderte er nach Cincinnati, Ohio, aus und besuchte St. Xavier High School. Anschließend ging er auf das St. Joseph’s College in Bardstown und das Mount St. Mary’s Seminary. 1860 wurde er für weitere Studien auf das Päpstliche Nordamerika-Kolleg geschickt und schloss 1865 mit dem Doktor der Theologie ab.
Am 10. Juni 1865 weihte Kardinal Costantino Patrizi Naro ihn in Rom zum Priester. Im Oktober 1865 kehrte er nach Cincinnati zurück und wurde zum Professor für Dogmatik Philosophie und Liturgie am Mount St. Mary’s Seminar ernannt. Gleichzeitig war er Kaplan der Sisters of Charity in Cedar Grove. 1866 wurde er Vizepräsident des Seminars. Von 1870 bis 1883 war er der erste Pfarrer von St. Lawrence im Stadtteil Price Hill in Cincinnati.
Papst Leo XIII. ernannte ihn am 30. Januar 1883 zum ersten Bischof von Grand Rapids. Am 22. April 1883 spendete William Henry Elder, Koadjutorbischof von Cincinnati, ihm in der Cathedral of Saint Andrew, Grand Rapids, die Bischofsweihe. Mitkonsekratoren waren Caspar Henry Borgess, Bischof von Detroit, und William George McCloskey, Bischof von Louisville. In den 35 Jahren als Bischof verdreifachte sich die Zahl der Katholiken.